# سهند (اسکو)

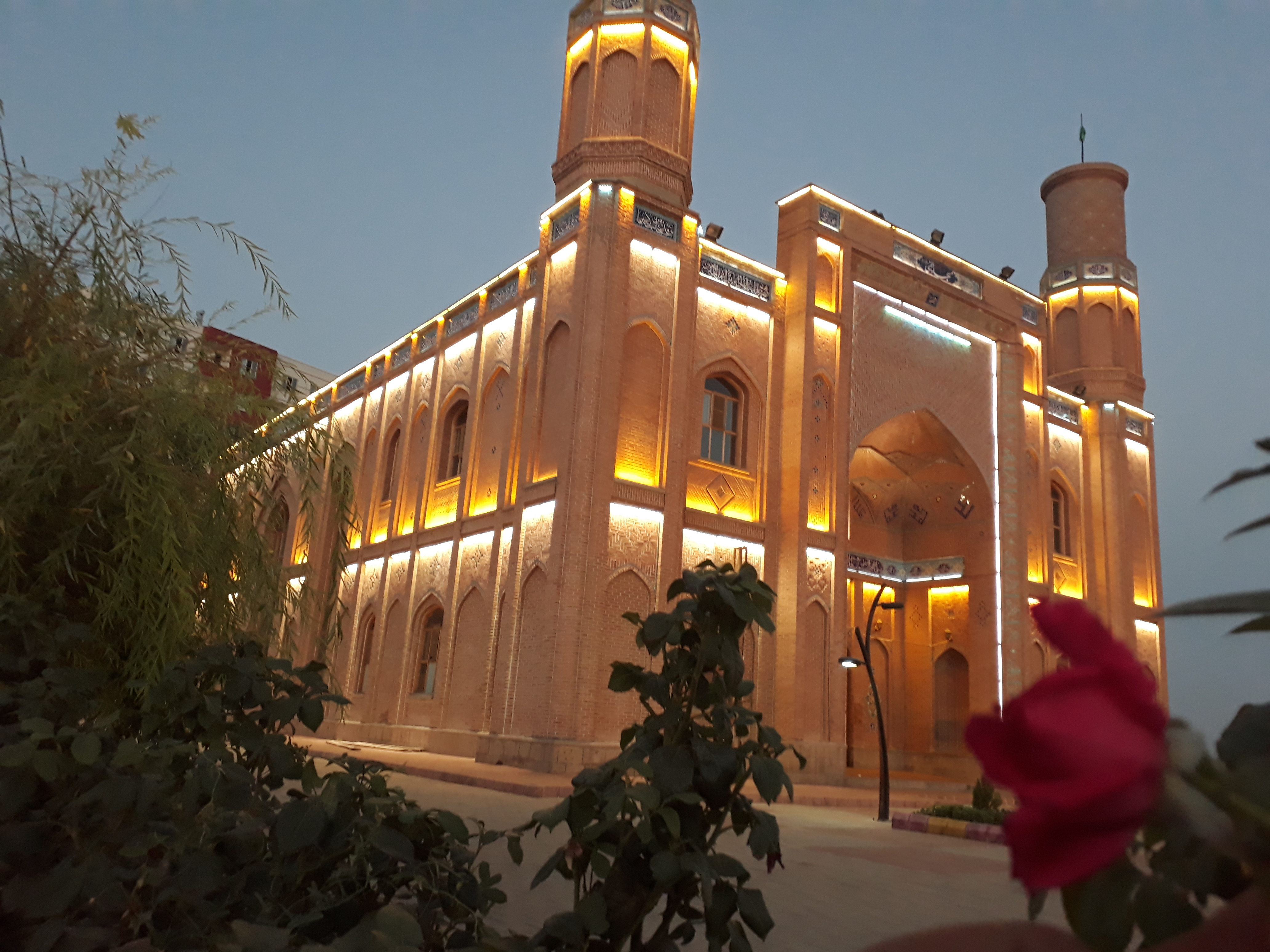
مسجد سهند

شهر جدید سَهَند یکی از نوین شهرهای استان آذربایجان شرقی که در شهرستان اسکو واقع شده‌است. جمعیت این شهر در سال ۱۳۹۵ خورشیدی ۸۲٬۴۹۴ نفر بوده و هفتمین شهر ازلحاظ جمعیت در استان آذربایجان شرقی میباشد
هدف از احداث این شهر، اسکان دادن سرریز جمعیت تبریز بوده که با استقبال گستردهٔ مردم این کلان‌شهر رو به رو شد. نوین شهر سهند در تاریخ ۵ تیر ۱۳۸۷ خورشیدی، با افتتاح ساختمان شهرداری سهند و انتخاب شهردار، به عنوان پنجاه و هشتمین شهر استان آذربایجان شرقی و سومین شهر شهرستان اسکو محسوب می‌شود که وجود دانشگاه صنعتی سهند در این شهر بر اهمیت این شهر افزوده‌است.
براساس آمار شرکت عمران شهر جدید سهند، با توجه به تحویل مساکن مهر و با توجه به بعد خانوار ۳٫۲ تا پایان سال ۹۸ حدود ۱۳۰ هزار نفر جمعیت در این منطقه اسکان یابند و پیش‌بینی می‌شود که با اجرای طرح اقدام ملی مسکن و تا پایان ۱۴۰۰ جمعیت این شهر به ۱۸۰ هزار نفر نیز افزایش یابد. زبان اکثریت مردم شهر سهند مانند اکثریت جمعیت شهرهای آذربایجان ترکی آذربایجانی است.

## جغرافیا
شهر نو سهند در شهرستان اسکو استان آذربایجان شرقی واقع شده‌است. ارتفاع آن از سطح دریا ۱٬۶۰۰ متر می‌باشد.
ازلحاظ شهرسازی این شهر هم‌اکنون دارای ۵ فاز می‌باشد که اکثرامکانات اداری و تجاری در فازهای ۱ و ۲ مستقر شده‌است. شایان ذکر است فاز۵ حالت ویلایی دارد که شرکت عمران در صدد تغییر ماهیت آن و اجرای پروژه‌های شهرسازی می‌باشد.

## توسعه و گسترش

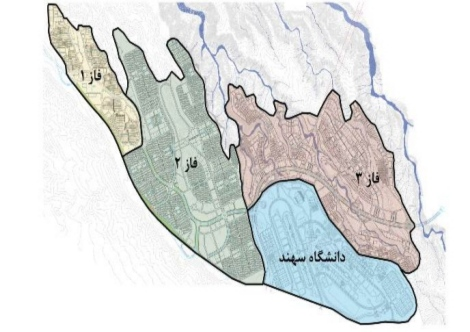
نقشه تقسیمات فازهای شهر جدید سهند

در دهه‌های اخیر ایجاد شهرهای جدید در ایران به عنوان راهکاری برای کنترل رشد شهرهای بزرگ و محرکی برای توسعه، گسترشی روزافزون به خود گرفته‌است. بدین ترتیب که طی این سال ها اکثر شهرهای کشورمان و به ویژه کلانشهرها، هر کدام بنابر مقتضیات مکانی و زمانی خود اقدام به ایجاد شهر یا شهرهای جدیدی در فواصل دور و نزدیک خود نموده‌اند.
شهر جدید سهند از شهرهای تازه تأسیس در استان آذربایجان شرقی است که تقریباً در حدود دو دهه پیش به منظور کنترل رشد بیش از اندازه شهر تبریز و پاسخگویی به سرریز جمعیت این شهر، در فاصله ۲۰ کیلومتری تبریز احداث گردید. شهر جدید سهند در سال ۱۳۶۸ از سوی وزارت راه و شهرسازی و با استفاده از قانون تأسیس شهرهای جدید در تابعیت بخش مرکزی شهرستان اسکو در استان آذربایجان شرقی تأسیس گردید.
اراضی اختصاص یافته به این شهر حدود ۱۲۶۵۰ هکتار است که در دامنه کوه سهند واقع شده‌است. اما تا به امروز تنها ۱۰۵۰ هکتار از آن ساخته شده‌است.
در حال حاضر شهر سهند دارای ۵ فاز است:
| شمار | نام فازها |
| ---- | --------- |
| ۱    | فاز ۱     |
| ۲    | فاز ۲     |
| ۳    | فاز ۳     |
| ۴    | فاز ۴     |
| ۵    | فاز ۵     |

## فاز ۱
آماده‌سازی این فاز به عنوان اولین مرحله گسترش شهر با وسعت تقریبی ۱۳۰ هکتار است و شاید به همین علت از بخش های دیگر پر رونق تر است و تقریباً اکثر اراضی آن احداث گردیده است، گرچه در بخش تجاری نتوانسته به توسعه کامل برسد و تنها در سطح نیازهای روزمره، مشاغل فردی، بنگاه‌های معاملات ملکی و خدمات اولیه زندگی بخش‌های در قسمت فعال است.

## فاز ۲
آماده‌سازی فاز ۲ به عنوان دومین مرحله گسترش، با حدود ۴۷۰ هکتار وسعت طراحی شده‌است و بخش مهمی از خدمات و مراکز شهری در این محدوده پیش‌بینی شده است. شبکه اصلی شهر در تمام قسمت ها تسطیح و زیرسازی و در مسیرهای اصلی آسفالت شده‌است. لیکن به جز چندین مجموعه آپارتمانی در محدوده میانی احداث گردیده و با وجود واگذار شدن تقریباً تمامقطعات به متقاضیان هنوز جمعیت قابل ملاحظهایرا جذب ننموده‌است.

## فاز ۳
مطالعات طرح آماده سازی فاز ۳ که آخرین مرحله گسترش شهر تا سال ۱۳۹۵ بود که اکنون وضعیتی مشابه فاز ۲ دارد. این فاز در راستای هماهنگی با فازهای ۱ و ۲ و در پاسخ به نیاز به توسعه مرحله بعدی شهر در سال ۱۳۸۲ در دستور کار شرکت عمران شهر جدید سهند قرار گرفته‌است. این فاز با مساحتی حدود ۴۵۰ هکتار برای اسکان جمعیتی با افق ۴۵۰۰۰ نفر طراحی گردیده‌است.

## فاز ۴
این فاز به منظور انجام تعهدات دولت در طرح مسکن مهر در سال ۱۳۹۵ در دستور کار شرکت عمران شهر جدید سهند قرار گرفته، ولی امروزه به دلیل دوری از سایر فازها و نبود راه دسترسی مناسب نتوانسته مانند سه فاز نخست این شهر در جذب جمعیت مد نظر موفق ظاهر شود.

## فاز ۵
این فاز که هنوز در مرحله تحقیقات مقدماتی است و ساخت و سازی در آن شروع نشده‌است، در کنار اتوبان تازه تأسیس تبریز-سهند واقع شده و قرار است خانه‌های ساخته شده در این فاز به صورت ویلایی دو طبقه باشند.